# Феофан (Ильменский)
Епи́скоп Феофа́н (в миру Серге́й Петро́вич Ильме́нский; 26 сентября (8 октября) 1867, Акатная Маза, Хвалынский уезд, Саратовская губерния — 11 (24) декабря 1918, Пермь) — епископ Русской православной церкви, епископ Соликамский, викарий Пермской епархии.
Причислен к лику святых Русской православной церкви в 2000 году.

## Биография
Родился 26 сентября (8 октября) 1867 года в селе Окатная Маза Хвалынского уезда Саратовской губернии (ныне Акатная Маза, Хвалынский район, Саратовская область), в семье псаломщика местной церкви Петра Ильменского. Вскоре отец умер, и его вдове Анне Тимофеевне Ильменской (урождённой Алексеевской) вместе с сыном пришлось переехать в село Содом, где в священническом сане служил её младший брат протоиерей Димитрий Алексеевский. Позже он так вспоминал о своём отрочестве: «С раннего детства рос сиротой на попечении матери, глубоко религиозной, кроткой и смиренной женщины, много рассказывавшей мне о жизни преподобного Сергия, имя которого я носил, и на попечении заменившего мне отца дяди-воспитателя, кроткого и смиренного сельского пастыря, пятьдесят лет прослужившего в одном и том же глухом, захолустном селе. С ним-то я и научился делить с народом и радость, и горе, встречать церковные праздники Рождества Христова и Св. Пасхи».
В 1882 году окончил Саратовское духовное училище и поступил в Саратовскую духовную семинарию. Спустя годы он рассказывал: «В семинарии желание мое идти в священники не только не прошло, наоборот, под влиянием одной чудной книги — „Письма о должностях священного сана“, с которой я не расстаюсь и сейчас, созрело в непременную решимость быть священником, и притом в селе!». В 1888 году окончил Саратовскую духовную семинарию и поступил на первый курс Казанской духовной академии. На четвертом году обучения студент Ильменский представил на соискание ученой степени кандидата богословия курсовое сочинение по теме: «Филарет, архиепископ Черниговский, как проповедник». Преподаватели положительно отозвались о данному труде. В 1892 году он оканчивает духовную академию, будучи пятым по успеваемости среди двадцати четырёх выпускников. 13 июня 1892 года Совет Казанской духовной академии, отметив педагогические способности Сергия Ильменского, рекомендовал его к преподавательской работе «в семинарии по кафедре Св. Писания, богословских и философских предметов, общей церковной истории с русской и общей гражданской истории с русской».
С 1 (13) июля 1892 года — преподаватель Саратовского епархиального женского училища. Кандидат богословия Сергей Петрович Ильменский преподавал педагогику в пятых и шестых классах и получал 600 рублей годового оклада. В училище, он встретил свою будущую жену, Олимпиаду Ивановну Леплейскую, которая происходила из семьи священника села Новое Чирково Хвалынском уезда. Они обвенчались в Иоанно-Предтеченском соборе города Вольска 11 сентября 1894 года. 29 октября 1895 года, у них родилась дочь Мария. Впоследствии овдовел.
7 (19) октября 1894 года определён на должность законоучителя Саратовского Александро-Мариинского реального училища. Одновременно с этим состоялось его рукоположение в сан диакона и священника. Обе хиротонии совершил епископ Саратовский Николай (Налимов). Определён клириком Саратовского кафедрального собора. В Саратовском Александро-Мариинском реальном училище священник Сергий Ильменский являлся законоучителем основных классов. Он значился и в числе проповедников кафедрального собора. В «Саратовских епархиальных ведомостях», начиная с 9 октября 1894 года, имя священника Сергия Ильменского встречается многократно. С 1895 года по 1907 год в дополнение служил настоятелем домовой церкви Саратовского Александро-Мариинского реального училища, освященной 24 января 1895 года. За свои пастырские труды он был отмечен церковными наградами: набедренником (30 мая 1896 года); бархатной скуфьёй (24 января 1899 года); камилавкой (18 апреля 1903 года); золотым наперсным крестом (6 мая 1905 года); Библией, преподнесенной от Святейшего Синода (1906). С 20 сентября (3 октября) 1902 года — председатель совета Саратовского епархиального женского училища.
1 (14) января 1907 года становится законоучителем и настоятелем Марии-Магдалинской церкви Саратовского Мариинского института благородных девиц. В стенах этого института получали среднее образование в основном дочери дворян, в отдельных случаях принимали девиц из купеческого сословия. В конце 1909 года в Саратове открылся Императорский Николаевский университет. Об этом событии была напечатана приветственная статья священника Сергия Ильменского «Мысли и чувства пастыря Церкви в день открытия Саратовского Императорского Университета». 6 мая 1911 года был возведен в сан протоиерея. 4 сентября того же года он стал редактором «Саратовского духовного вестника».
31 августа (13 сентября) 1913 зачислен в братство Валаамского монастыря. С 12 (25) августа 1914 года — смотритель Балашовского духовного училища. В этом же году пострижен в монашество и возведён в сан архимандрита.
С 5 (18) сентября 1916 года — ректор Пермской духовной семинарии.
25 февраля (10 марта) 1917 года в Крестовой церкви Архиерейского дома состоялось наречение архимандрита Феофана во епископа Соликамского, викария епископа Пермского.
26 февраля (11 марта) 1917 года в Спасо-Преображенском кафедральном соборе хиротонисан во епископа Соликамского, викария Пермской епархии. Хиротонию совершили епископ Пермский Андроник (Никольский), епископ Глазовский Павел (Поспелов), епископ Барнаульский Гавриил (Воеводин), епископ Петропавловский Мефодий (Красноперов) и епископ Челябинский Серафим (Александров) при 12 архимандритах, протоиереях и иереях и протодиаконе Матвее Попове. Епископу Феофану был вручен посох святого Стефана Пермского. Стал последним епископом, рукоположённым при Николае II.
Во время пребывания пермского архиепископа Андроника (Никольского) на Поместном соборе в августе — декабре 1917 года и в январе — апреле 1918 года епископ Феофан исполнял его обязанности по управлению епархией.
4 (17) февраля 1918 года он возглавил в Перми небывало многолюдный крестный ход, устроенный в связи с гонениями на церковь.
Вернувшись в Соликамск, выступал против национализации церковной собственности. Когда в 1918 году волостной земельный отдел «просил» Троицкий монастырь в Соликамске прислать планы сенокосных лугов для дальнейшего их изъятия, владыка ответил:

…предстанет Страшному Суду Всемогущего Бога всякий, кто осмелится для чего-либо захватывать принадлежащие Церкви земельные угодья и какое-либо достояние Церкви Божией. Без разрешения власти архиерея, Преосвященного Андроника, не имею права разрешать высылать планы….

Современники свидетельствовали о епископе Феофане как о великом молитвеннике и постнике, простом, открытом, внимательном к нуждам людей пастыре, бесстрашном обличителе безбожия.
22 июня 1918 года, после ареста и казни архиепископа Андроника, вступил в управление Пермской епархией. В конце лета был арестован.
1 июля 1918 года епископ Феофан на всенощном бдении произнёс слово по поводу ареста и убийства большевиками в Усолье священника Михаила Накарякова, после чего отслужил по нему панихиду. За службой поминал его как священномученика. Затем он позвал к себе сына отца Михаила — Николая, служившего диаконом в Троицкой церкви Перми, и сказал: «В память отца-мученика будешь рукоположён в сан священника. Иди вслед за отцом». По свидетельству архимандрита Хрисанфа (Клементьева), именно этот случай послужил поводом для большевиков начать преследование епископа Феофана.
24 декабря 1918 года, за несколько дней до занятия Перми войсками адмирала Александра Колчака, был казнён большевиками. Перед смертью подвергнут изощрённым мучениям. Чекисты раздели епископа донага и в тридцатиградусный мороз многократно погружали его в ледяную прорубь реки Камы. Тело владыки покрылось льдом толщиной в два пальца, но мученик всё ещё оставался жив. Тогда палачи его просто утопили. Вместе с ним были утоплены два священника и пятеро мирян.

## Канонизация и почитание
Имя епископа Феофана было внесено в черновой поимённый список новомучеников и исповедников российских при подготовке канонизации, совершённой РПЦЗ в 1981 году. Однако список новомучеников был издан только в конце 1990-х годов.
На Архиерейском Соборе 2000 года священномученик Феофан и убиенные вместе с ним священники и миряне были причислены к лику святых.
24-25 декабря 2005 года в Перми в память священномученика Феофана прошли Феофановские чтения по теме: «Духовное образование в Пермском крае: история, современность, перспективы». Участниками Чтений стали представители власти, духовенства, деятели культуры и образования, а также учащиеся различных учебных заведений города Перми. С приветственным словом перед участниками Чтений выступил епископ Пермский и Соликамский Иринарх (Грезин).